# Протченко, Иван Фёдорович
Иван Фёдорович Протченко (1918—2004) — советский и российский учёный-языковед, педагог. Специалист в области общего и русского языкознания, социолингвистики, истории лингвистической науки, методики преподавания русского языка, общей педагогики.
Доктор филологических наук, профессор. Академик Академии педагогических наук СССР, участник Великой Отечественной войны.

## Биография
В 1941 окончил Сталинградский педагогический институт. Был на фронте.
В 1947 вступил в ВКП(б).
- Член-корреспондент АПН СССР со 2 февраля 1968;
- действительный член АПН СССР с 22 ноября 1978;
- действительный член РАО 7 апреля 1993.

Состоял в отделении общего среднего образования.
С 1974 по 1989 главный учёный секретарь президиума АПН СССР.
В 1989—1992 советник президиума АПН СССР.
С 1992 — главный научный сотрудник, заведующий лабораторией Института общего среднего образования РАО.
Похоронен в Москве на Троекуровском кладбище.

## Награды и звания
Награждён четырьмя орденами и 14 медалями[какими?], в том числе:
- Орден Отечественной войны II степени[5].

Заслуги И. Ф. Протченко перед школой и педагогической наукой отмечены медалью К. Д. Ушинского и званием «Отличник просвещения СССР».

## Основные работы
Автор более 200 научных публикаций по лексике, словообразованию русского языка, социолингвистике, общему языкознанию, истории русского языкознания, методике преподавания филологических дисциплин.
- Современный русский язык. Пунктуация. Учеб. пособие для пед. ин-тов, М., 1966 (соавт.);
- Развитие языков народов СССР в советскую эпоху, М., 1968 (совместно с Ю. Д. Дешериевым);
- Русский язык: проблемы изучения и развития, М., 1984;
- История русского литературного языка. Учеб. пособие, М., 1984 (ред.);
- Лексика и словообразование русском языке советской эпохи: Социолингвистический аспект, М., 1985.
- Лексикология и стилистика в преподавании русского языка как иностранного. 1986;
- Профессиональная направленность обучения русскому языку. 1991;
- Словари русского языка: Краткий очерк / И. Ф. Протченко ; Ун-т Рос. акад. образования. — 2-е изд., испр. и доп. — М.: Изд-во РОУ, 1996. — 128 с.